# Park Antonína Švehly
Park Antonína Švehly je park pojmenovaný po Antonínu Švehlovi ve středočeských Říčanech.

## Historie

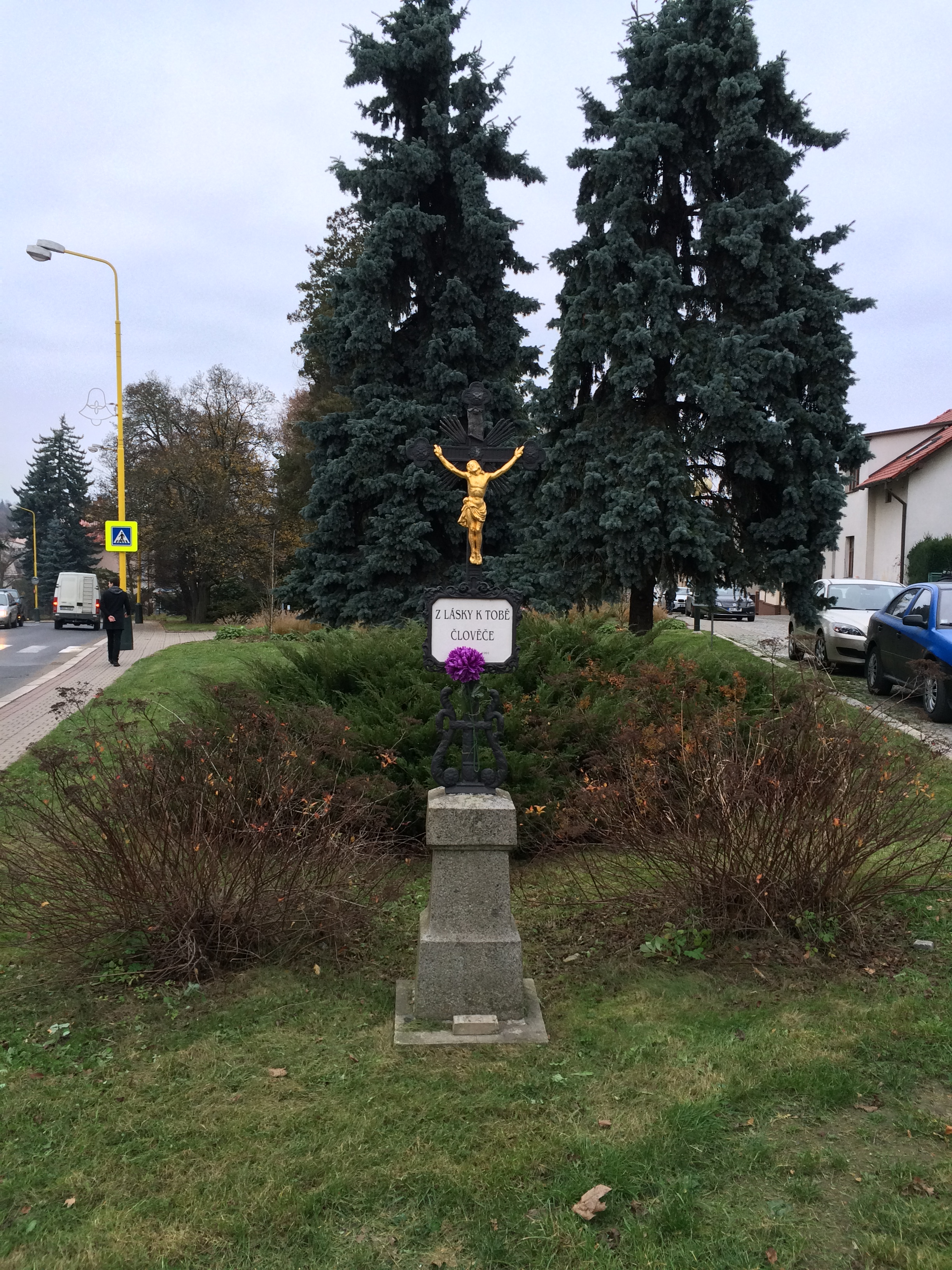
Obnovený krucifix, podle něhož prostranství neslo pomístní jméno U křížku

Památná bronzová socha A. Švehly byla komunisty dočasně schována na zahradu Lidové školy umění na říčanském náměstí, v lednu 1949 se socha záhadně ztratila. Celých 40 let o jejím osudu nikdo nic nevěděl. Až po pádu komunistického režimu se přihlásila skupina starších občanů, kteří ještě jako mladíci ze selských rodin, tajně dopravili pomocí traktoru přes zamrzlý mlýnský rybník Švehlovu sochu do Lipan. Zde ji ukryli ve studni.

## Současnost
Nad parkem A. Švehly v Říčanech drží patronát žáci a žákyně ZŠ Magic Hill spolu se svými vyučujícími. Park pravidelně uklízí a průběžně instalují vlastní informační cedule k jednotlivým stromům.